# Tahitótfalu
Tahitótfalu é um município da Hungria, situado no condado de Peste. Tem 39,17 km² de área e sua população em 2015 foi estimada em 5.722 habitantes.